# Lina Bruna Rasa
Lina Bruna Rasa, née le 24 septembre 1907 à Padoue (Italie) et morte le 20 septembre 1984 à Cernusco sul Naviglio, est une soprano italienne. Elle s'est notamment fait remarquer pour ses prestations dans le répertoire du vérisme musical et a été l'artiste favori de Pietro Mascagni, qui la considérait comme la Santuzza idéale. 
Bruna Rasa a créé les rôles d'Atte dans Néron de Pietro Mascagni, Cecilia Sagredo dans La Sagredo de Franco Vittadini et de Sainte Claire dans l'oratorio Trittico Francescano de Licinio Refice en 1926. Elle a également chanté le rôle de la Tsarine Militrisa lors de la première italienne de Le Conte du Tsar Saltan de Nikolaï Rimski-Korsakov.

## Biographie
Lina Bruna Rasa est née à Padoue et commence ses études musicales à l'âge de 14 ans, elle étudie avec Guido Palumbo et Italiano Tabarin à Padoue, et plus tard à Milan avec Manlio Bavagnoli. Son apparition en concert en 1925 à La Fenice où elle chante l'aria, Suicidio de La Gioconda, créé une sensation. La même année, à l'âge de 18 ans, elle fait ses débuts à l'opéra en interprétant le rôle d'Elena dans Mefistofele de Arrigo Boito au Teatro Politeama  à Gênes. Elle fait ses débuts au Teatro Regio de Turin dans le même rôle, le 21 février 1926 et engagée par Toscanini pour chanter Elena pour l'ouverture de la saison 1927 à La Scala de milan où elle a fait ses débuts le 16 novembre 1927. Elle chante dans de nombreuses représentations notables, y compris la première mondiale de Nerone de Pietro Mascagni, le 16 janvier 1935, à La Scala de Milan,  dans La Sagredo de Franco Vittadini (en), dans la première italienne de Le Conte du Tsar Saltan de Nikolaï Rimski-Korsakov et quelques-unes d'autres premières, Sly d'Ermanno Wolf-Ferrari, La Maddalena de Vincenzo Michetti , et La campana sommersa d'Ottorino Respighi. Elle a chanté Mathilde pour La Scala, à la célébration du 100e anniversaire de Guillaume Tell de Rossini.
Entre les années 1926 et 1933,  Bruna Rasa chante dans toute l'Italie ainsi qu'à Monte-Carlo, Nice, Lausanne et Barcelone où elle chante Aida au Grand théâtre du Liceu. Plus tard, elle va en Égypte , en 1927, où elle chante dans Aida et Omòniza à l'Opéra khédival du Caire. Le 10 janvier 1929, elle chante pour l'inauguration du Palais de la Méditerranée à Nice. En 1929, elle est engagée par l'impresario, Faustino Da Rosa, pour une série de spectacles en Amérique du Sud. Elle fait ses débuts au Théâtre Colón de Buenos Aires, le 14 juin 1929 dans le rôle de Madeleine de Coigny dans Andrea Chénier avec Georges Thill dans le rôle de Chénier. Elle y chante également dans Cavalleria Rusticana, Tosca, et La campana sommersa dans la première Sud-Américaine. En août, la troupe de Da Rosa va en Uruguay où elle chante Andrea Chénier, de nouveau avec Thill et Tosca au Théâtre Solís à Montevideo.
Les hypothèses sur les premières interprétations de Bruna Rasa dans le rôle de Santuzza dans Cavalleria rusticana, rôle pour lequel elle est surtout connue aujourd'hui, indiquent qu'elles auraient eu lieu en 1927, à Lausanne et Bari. Le compositeur Pietro Mascagni, et Bruna Rasa se rencontrent pour la première fois à Venise en juillet 1928, date à laquelle elle donne une représentation de Cavalleria Rusticana, Place Saint-Marc devant une foule de 35 000 personnes. Mascagni est frappé par son intensité dramatique et sa puissante et belle voix. Elle va devenir sa Santuzza favorite. Il conduit par la suite beaucoup de ses représentations dans ce rôle à la fois en Italie et à l'étranger et l'a choisie pour l'enregistrement en 1940 de Cavalleria rusticana qui a marqué le 50e anniversaire de sa création. C'est le seul enregistrement en studio qui est mené par Mascagni lui-même.

Au début des années 1930, Bruna Rasa commence à montrer des signes de la maladie mentale qui est la cause de sa retraite prématurée de la scène. Cette situation s'aggrave avec la mort de sa mère en 1935. Elle souffre d'une grave dépression qui la tient loin de la scène, souvent dans des sanatoriums, pour des périodes de plus en plus longues. Gino Bechi qui chante avec elle dans l'enregistrement de Cavalleria rusticana de 1940, se rappelle que durant les sessions d'enregistrement, elle lui demandait avec insistance s'il avait remarqué les chevaux blancs ailés qui l'attendaient pour l'emmener mais devenait complètement lucide quand la musique commençait. Le ténor Giovanni Breviario qui a chanté avec elle à Lecco en 1941, a rappelé:
« Sa voix merveilleuse a pris vie dès qu'elle a commencé ses scènes. Cela ne s'est produit que sur scène. Nous étions tous très affectueux envers elle, mais quand elle n'était pas sur scène, elle était passive, apathique, ne parlait pas et restait fermement attachée à son sac à main »
. Le 20 juillet 1942, elle chante dans Cavalleria rusticana dans le théâtre en plein air de Pesaro. Il s'agit de sa dernière performance dans une mise en scène d'opéra. Lina Bruna Rasa passe les 36 dernières années de sa vie dans un hôpital psychiatrique à Milan, où elle meurt.

## Répertoire
- Aida dans Aida
- Sélika dans L'Africaine
- Maddalena de Coigny dans Andrea Chénier
- Amelia dans Un ballo in maschera
- Magda dans La campana sommersa
- Carmen dans Carmen[note 1]
- Santuzza et Lucia dans Cavalleria rusticana
- Leonora dans La forza del destino
- Ricke dans Germania[note 2]
- Gioconda dans La Gioconda
- Mathilde dans Guglielmo Tell
- Isabeau dans Isabeau
- Loreley dans Loreley (opera) (en)
- Maddalena dans La Maddalena[note 3]
- Elena et  Marguerite dans Mefistofele [5]
- Atte dans Nerone
- Omòniza dans Omòniza[note 4]
- Desdemona dans Otello
- Elisabetta (?) dans I pittori fiamminghi[note 5]
- Cecilia Sagredo dans La Sagredo[note 6]
- Dolly dans Sly (opera) (en)
- Tsaritsa Militrisa dans Le Conte du Tsar Saltan
- Vénus dans  Tannhäuser
- Tosca dans Tosca
- Ste Claire dans Trittico Francescano
- Leonora dans  Il trovatore
- Wally dans La Wally
- Silvia dans Zanetto[note 7]

En plus des rôles énumérés ci-dessus, Bruna Rasa a également chanté à la radio, Maggiolata veneziana de Rito Selvaggi et  Fedora Giordano.

## Enregistrements
- Andrea Chénier (Luigi Marini, Lina Bruna Rasa, Carlo Galeffi, Salvatore Baccaloni; La Scala Orchestre et Chœur; Lorenzo Molajoli, chef d'orchestre). Enregistré à l'origine en 1929. Label : Naxos (label) 811006667
- Cavalleria rusticana (Beniamino Gigli, Lina Bruna Rasa, Gino Bechi, Giulietta Simionato; La Scala Orchestre et Chœur; Pietro Mascagni, chef d'orchestre). Enregistré à l'origine en 1940. Label: EMI Classics 69987 (également publié sur Naxos 811071415) lire en ligne sur Gallica
- Fedora (Gilda Dalla Rizza, Emilio Ghirardini, Antonio Melandri; La Scala Orchestre et Chœur; Lorenzo Molajoli, chef d'orchestre). Cet album contient également des extraits de 1931 Andrea Chénier (ci-dessus) et plus de morceaux de Lina Bruna Rasa chantant: "L'altra notte in fondo al mare" et "Spunta l'aurora pallida" de Mefistofele; "In quelle trine morbide" de Manon Lescaut; "Vissi d'arte" de Tosca; "Rivedrai le foreste imbalsamate" (avec Carlo Galeffi) à partir de Aida; et "Voi lo vous savent petit, o Mamma" de Cavalleria rusticana. Label : Gala 758

Elle fait partie de l'une des plus grandes compilation de chants classiques, The EMI Record of Singing où elle apparaît dans le Volume III - L'école italienne.